# Bristol (Maine)
Bristol város az USA Maine államában, Lincoln megyében. Lakosainak száma 2834 fő (2020. április 1.).

## Népesség
A település népességének változása:

| 2010 | 2 755 |
| 2020 | 2 834 |